# イボ・デ・ボーア
イボ・デ・ボーア（Yvo de Boer、1954年6月12日 - ）は、オランダの政治家。気候変動枠組条約の第3代事務局長を2006年から2010年まで務めた。

## 経歴
1954年6月12日にオランダの外交官の息子として、オーストリアのウィーンで生まれる。オランダでソーシャルワークの学位を習得する。オランダの環境省（正式名称：Ministry of Housing, Spatial Planning and the Environment (Netherlands) ）で勤務し国際的な政策を担当した。
2006年8月に国連事務総長のコフィー・アナンによって、気候変動枠組条約の第3代事務局長に任命された。コペンハーゲンで開催されたCOP15での交渉がほとんど失敗に終わった後の2010年に事務局長を辞任することを表明した。退任後は国際的なコンサルタントであるKPMGに気候変動や持続可能な開発に関するアドバイザーとして参加した。